# Kyodo News

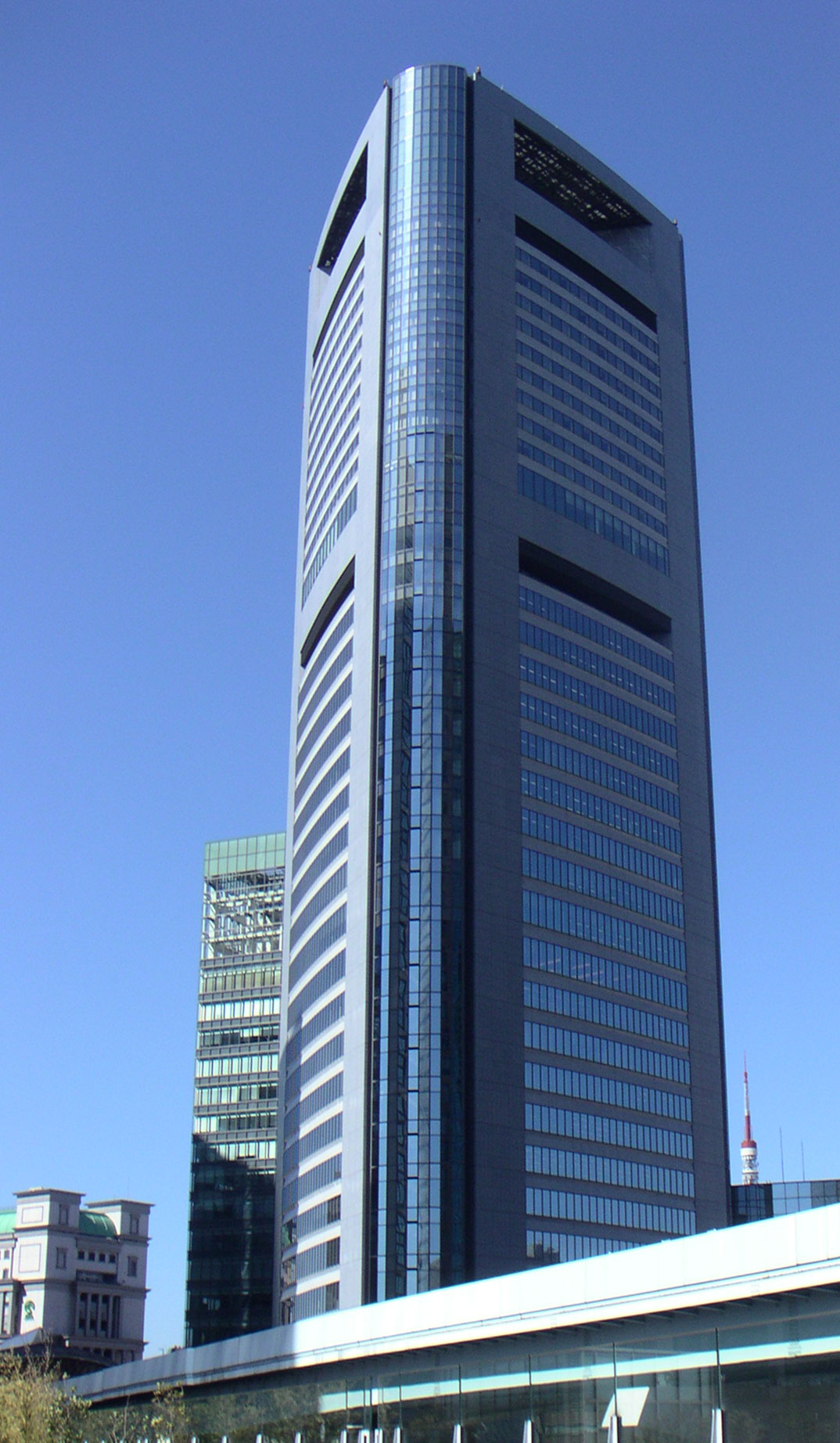
Sede di Kyodo News

Kyodo News (共同 通信 社 Kyodo Tsūshinsha) è un'agenzia di stampa; si tratta di una società cooperativa senza scopo di lucro con sede a Minato, Tokyo.
È stata istituita nel novembre 1945 e distribuisce notizie per quasi tutti i giornali e le reti radiofoniche e televisive in Giappone.
I giornali con le sue notizie hanno circa 50 milioni di abbonati.
Sponsorizza l'Honinbo femminile, una competizione di Go riservata alle professioniste con una borsa di 5.800.000 Yen per la vincitrice.